# Calyptranthes chytraculia
Calyptranthes chytraculia är en myrtenväxtart som först beskrevs av Carl von Linné, och fick sitt nu gällande namn av Olof Swartz. Calyptranthes chytraculia ingår i släktet Calyptranthes och familjen myrtenväxter.

## Underarter
Arten delas in i följande underarter:
- C. c. americana
- C. c. chytraculia